# Histioea peruviana
Histioea peruviana är en fjärilsart som beskrevs av Max Wilhelm Karl Draudt 1915. Histioea peruviana ingår i släktet Histioea och familjen björnspinnare. Inga underarter finns listade i Catalogue of Life.